# Guillem (Abat de Sant Quirze, 966)
Guillem fou abat de Sant Quirze de Colera almenys el 966 quan apareix documentat en la confirmació que el comte Gausfred I fa de les donacions que el seu pare, Gausbert d'Empúries-Rosselló, havia fet al monestir en la consagració del 935.